# Agrius batatae
Agrius batatae är en fjärilsart som beskrevs av Hugo Theodor Christoph 1884. Agrius batatae ingår i släktet Agrius och familjen svärmare. Inga underarter finns listade i Catalogue of Life.